# Megalictis
Megalictis — рід хижих ссавців із родини мустелових, які існували в Північній Америці в епоху міоцену. Вважається, що він нагадував величезного тхора з масою тіла до 60 кілограмів.

## Опис

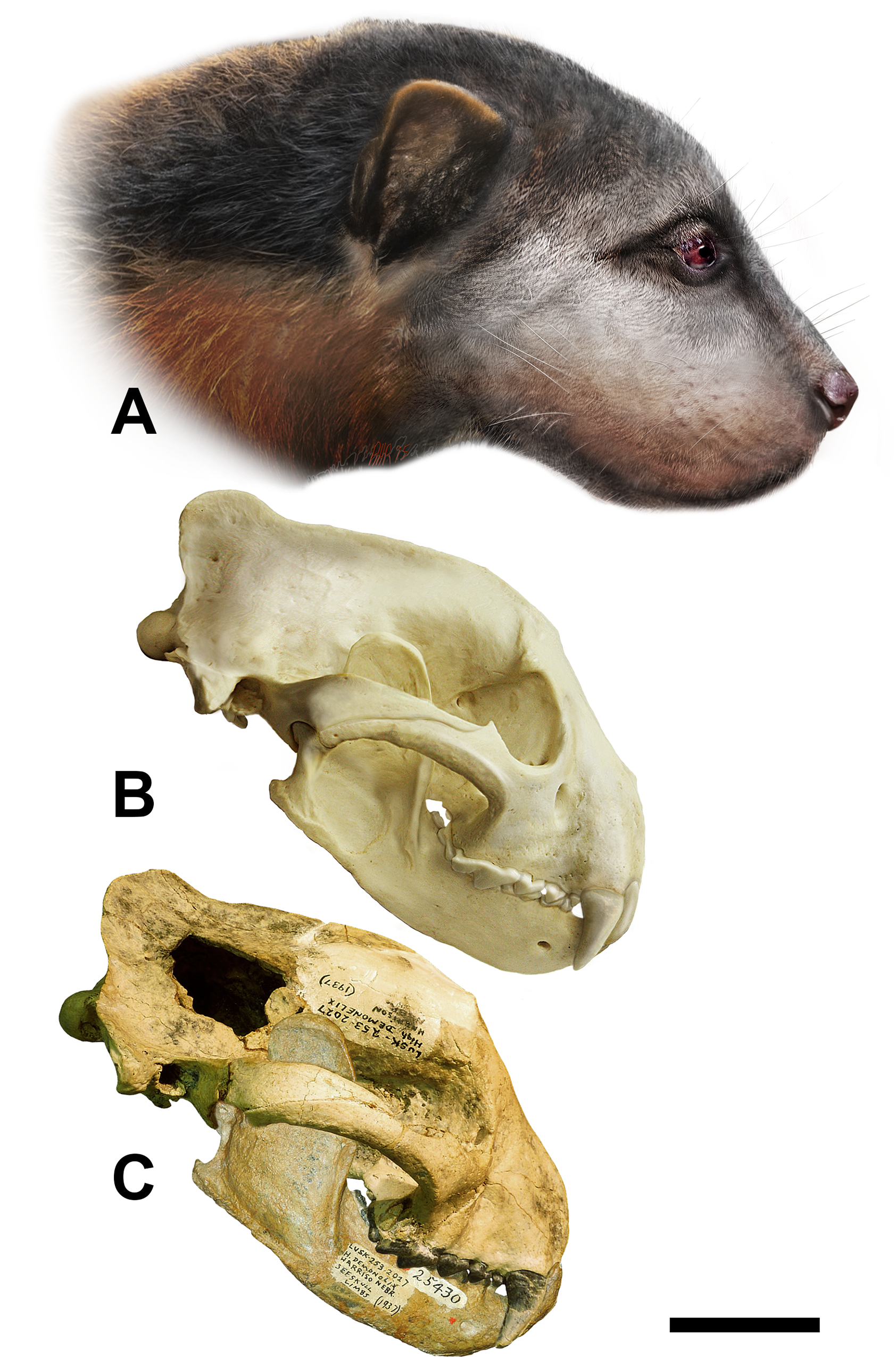
Череп і ймовірна зовнішність M. ferox

Тварини мали короткі міцні ноги з короткими лапами й довгими кігтями, що не висуваються, схожими на сучасного тхора, але приблизно вдвічі більшим.